# Leucoma xanthocephala
Leucoma xanthocephala är en fjärilsart som beskrevs av Erich Martin Hering 1926. Leucoma xanthocephala ingår i släktet Leucoma och familjen tofsspinnare. Inga underarter finns listade i Catalogue of Life.